# José María Blanco Ibarz
Pour les articles homonymes, voir Blanco et Ibarz.
José María Blanco Ibarz, dit Blanco (né le 2 décembre 1926 à Barcelone et mort le 29 mai 2019) est un auteur de bande dessinée espagnol qui a débuté dans Pulgarcito en 1947 et collaboré à la célèbre revue pour enfants TBO de 1952 à 1983.

## Biographie
Dans sa jeunesse, José María Blanco a travaillé dans une succursale bancaire.
Dans les années cinquante, il a commencé à collaborer avec le TBO, dans le cadre d'un nouveau groupe d'auteurs qui ont contribué à renouveler la publication pour vétérans.
En 1963, il crée sa série la plus intéressante, Los Kakikus, sur une tribu africaine particulière, cinq ans plus tard, responsable de la continuation de la famille Ulysses, dans le respect du style de son créateur, Benejam.
Déjà à la retraite, fait en 1993 le Barcelona de Blanco, une collection d'illustrations, en plus des vœux de Noël, qui distribués chaque année désintéressé entre collègues.
En 2016, il a remporté le Grand Prix de la foire de la bande dessinée de Barcelone.

## Prix
- 2010 : Prix Haxtur de l'« auteur que nous aimons », pour l'ensemble de sa carrière